# Trifurcula liskai
Trifurcula liskai là một loài bướm đêm thuộc họ Nepticulidae. Nó được tìm thấy ở Slovenia, miền bắc Ý và Áo.
Ấu trùng ăn Globularia cordifolia. The mine the leaves of their host plant. 